# Nano-Aquarium

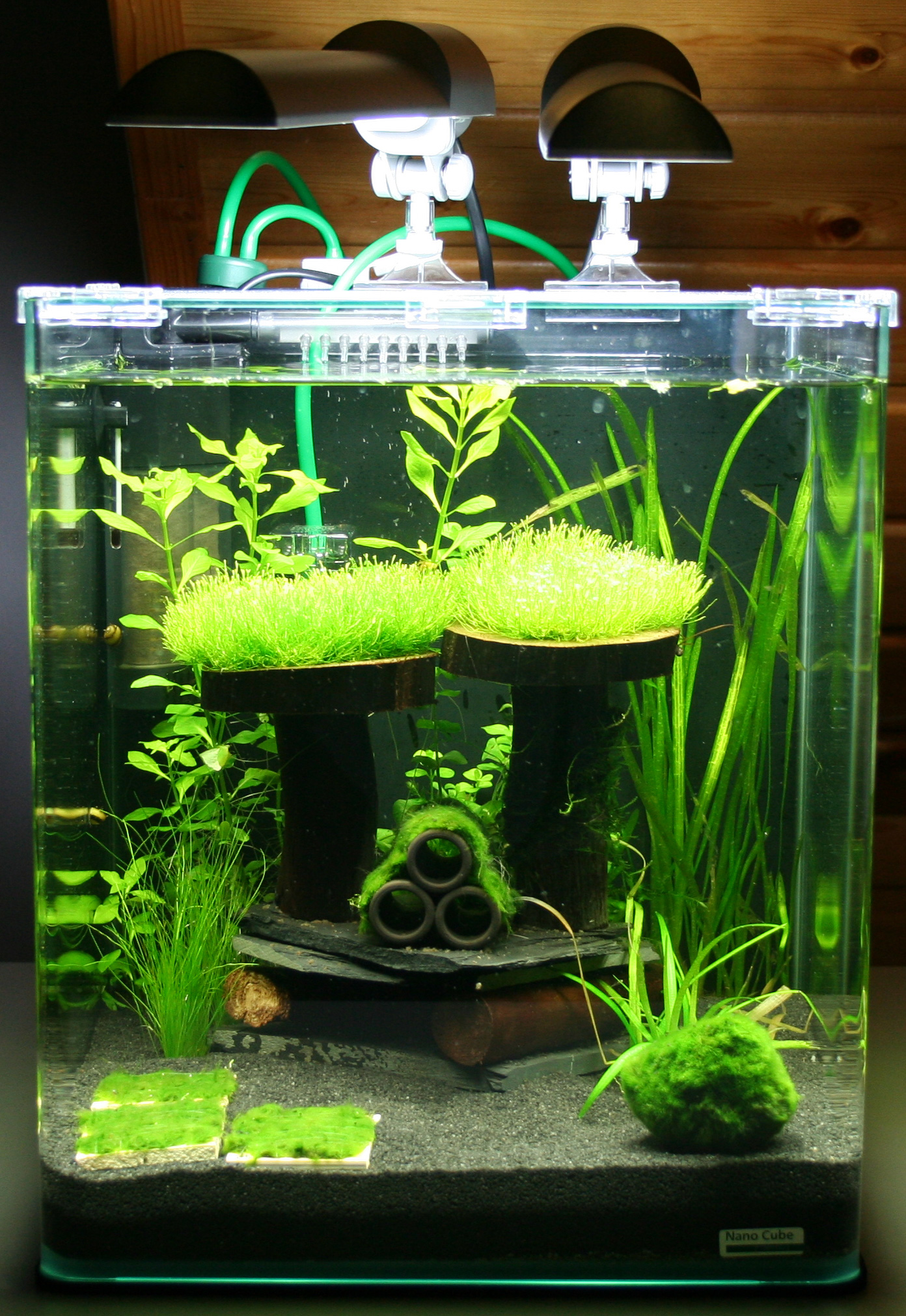
Nano-Aquarium

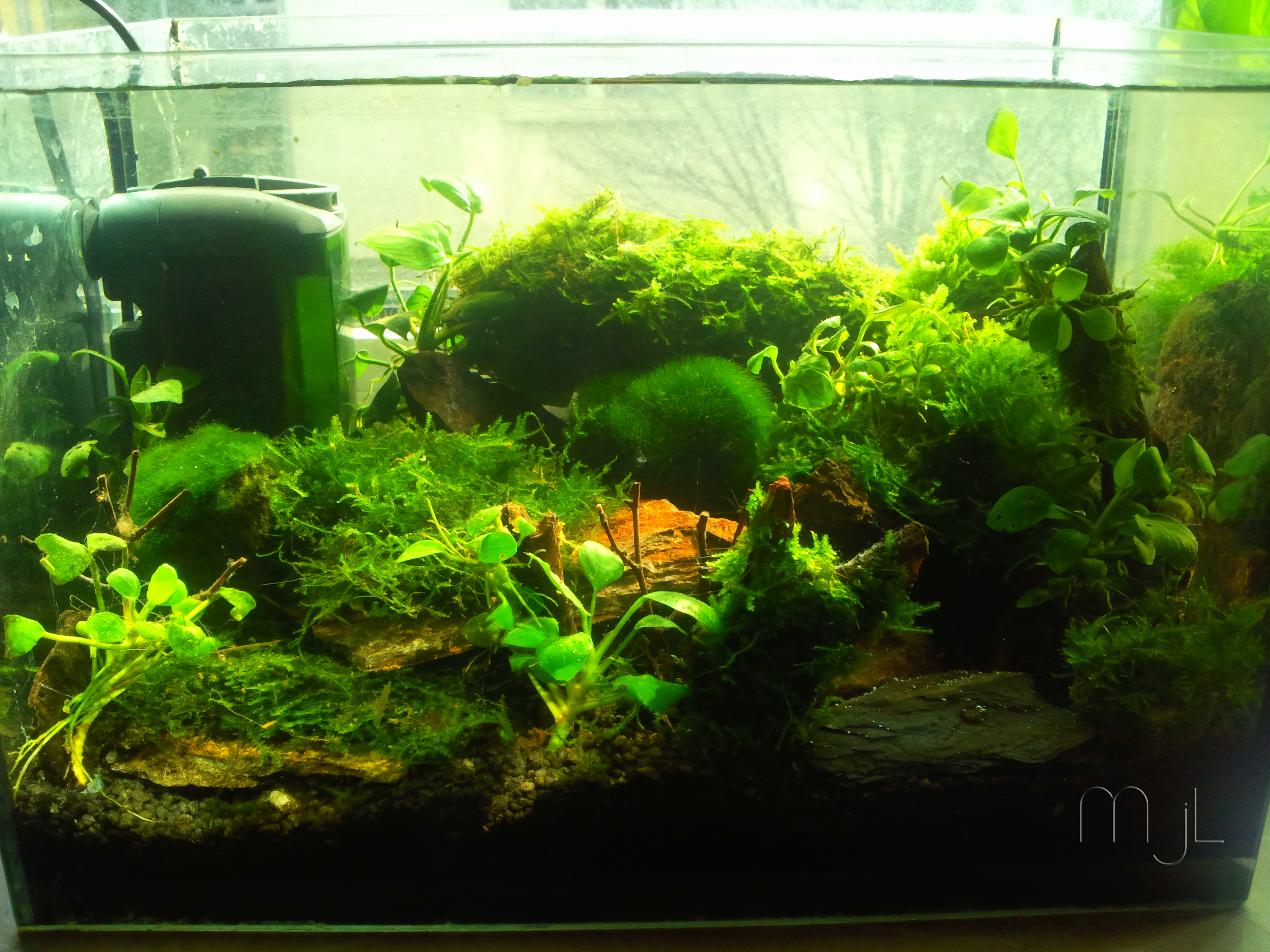
12-Liter-Aquarium

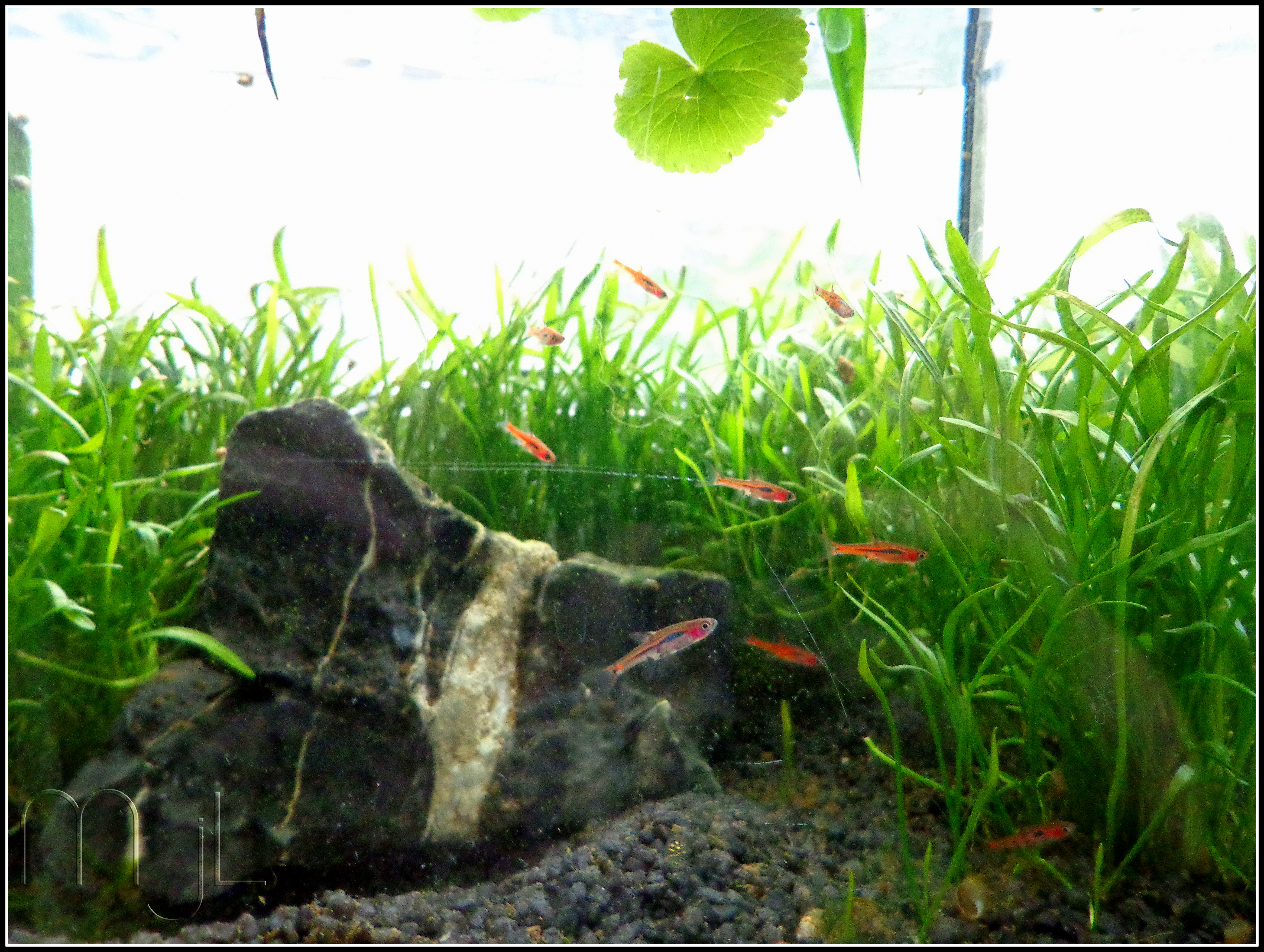
Nanobecken mit Moskitorasboras (Boraras brigittae)

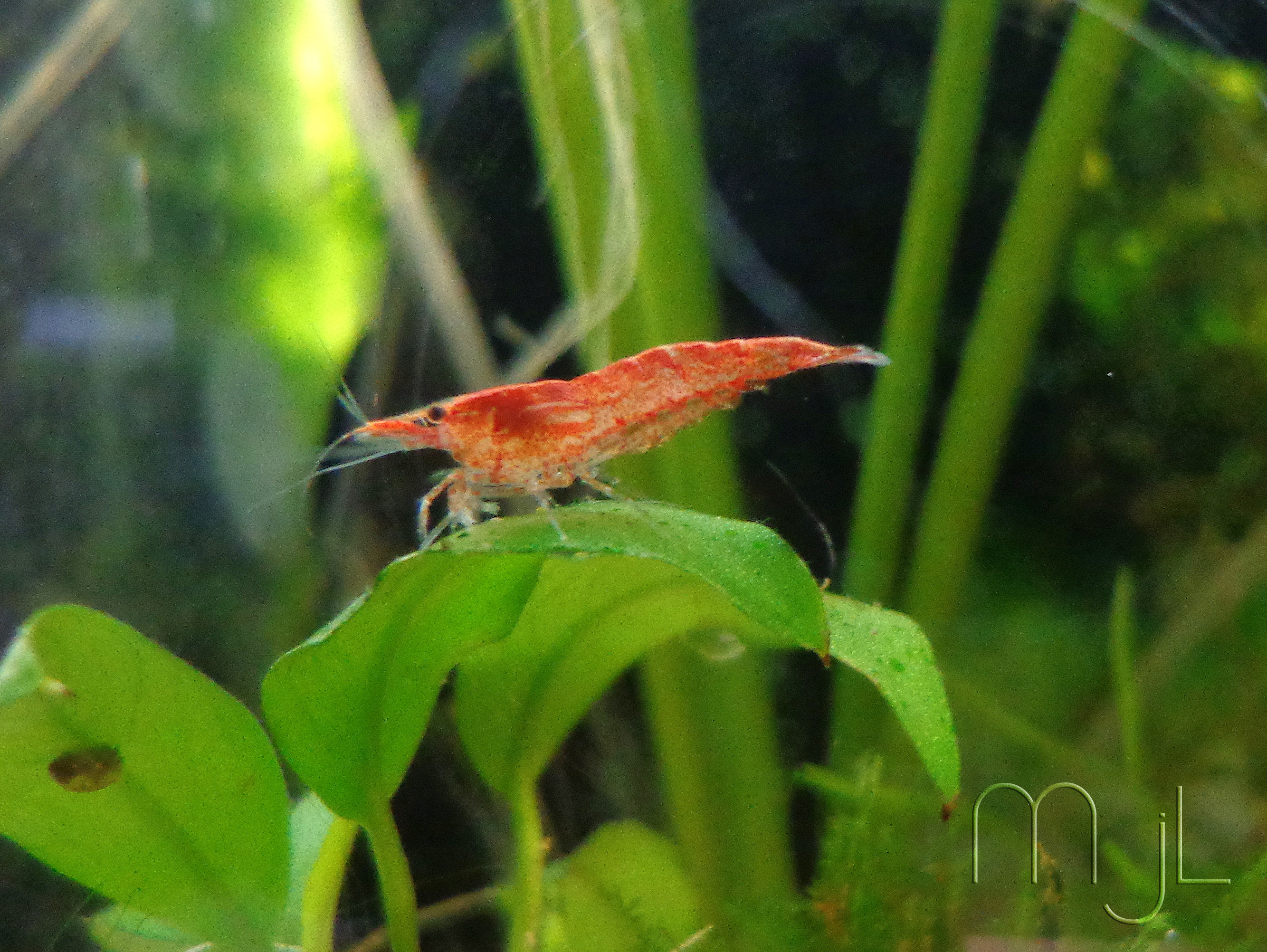
Red-Fire-Zwerggarnele

Das Nano-Aquarium (altgriechisch νᾶνος nānos „Zwerg“) ist die kleinste Art eines Aquariums, in dem vom Aquarianer Zwerggarnelen, Zwergflusskrebse, Schnecken und für Nano-Aquarien geeignete Fische gehalten werden. Das typische Volumen eines Nano-Aquariums liegt unter 54 Litern, in der Regel zwischen 12 und 36 Litern.

## Aquarientypen
In der Nano-Aquaristik werden hauptsächlich Süßwasseraquarien eingesetzt. Im Trend sind auch aus Nordamerika stammende Nano-Meerwasseraquarien (als Nanoriffaquarium bezeichnet), die eine Größe von 12, 20, 25, 27 oder 36 Litern selten überschreiten. In diesen werden vor allem Korallen, aber auch Garnelen und Wirbellose gehalten. Auch Fische sind für diese Art von Becken geeignet. Oft werden in den Nano-Meerwasseraquarien Ableger aus größeren Aquarien gehalten, um diese zu züchten oder genauer zu beobachten. Im Handel werden Komplett-Sets bestehend aus Aquarium, Abdeckscheibe, Aquariumkies, Aquariumfilter und Thermometer angeboten.

## Aquariengröße
Nano-Aquarien sind würfelförmig (dann oftmals als Cube bezeichnet) oder quaderförmig. Ein typisches 30-Liter-Nano-Aquarium hat die Abmessungen 30 × 30 × 35 cm. Weitere Standardgrößen von Nano-Aquarien sind 12 Liter (30 × 20 × 20 cm), 25 Liter (40 × 25 × 25 cm) und 45 Liter (50 × 30 × 30 cm). Für die Tiere ist eine möglichst große Bodenfläche (gemessen an der Kantenlänge) vorteilhaft. Es wird empfohlen, für die Haltung kleiner Fische eine Größe von 30 Liter nicht zu unterschreiten.

## Geeignete Tiere und Vergesellschaftung
In einem Nano-Aquarium werden meist Zwerggarnelen gehalten, von denen Neocaridina davidi aufgrund der Robustheit bei Aquarianern am beliebtesten ist. Unterschiedliche Gattungen der Zwerggarnelen werden nur bedingt zur Vergesellschaftung genommen, da sich bei Kreuzung die Ursprungsform der gezüchteten Garnelen ergeben kann oder die Farbformen sich mischen können. Anhand von im Internet erhältlichen Kreuzungstabellen sollte daher vor dem Besatz genau überprüft werden, welche Gattungen sich kreuzen.
Vergesellschaftet werden Zwerggarnelen oftmals mit Schnecken (wie Turmdeckelschnecken oder Posthornschnecken). Nicht empfehlenswert ist es, Zwerggarnelen mit Zwergflusskrebsen (z. B. Gestreifter Zwergflusskrebs) zu vergesellschaften, da letztere den Garnelen nachstellen können.
Für Nano-Aquarien geeignete Fische sind klein (drei bis vier Zentimeter) und zeichnen sich vor allem durch eine kleinsträumige, stationäre Lebensweise aus (z. B. manche Killifische). Weitere Beispiele sind Zwergkärpflinge, Bärblinge der Gattung Boraras, der Zwergblaubarsch oder der Perlhuhnbärbling. Von den Salmlern kann man in kleinen Aquarien ab 30 Litern halten: Zwergziersalmler, Pfeffersalmler (Axelrodia risei), Funkensalmler und der Schwarze Neon.

## Kritik
In der Kritik stehen Nano-Aquarien insbesondere wegen der geringen Größe. Durch diese haben Fehler bei der Aquariumpflege (Teilwasserwechsel, Überbesatz oder falsche Fütterung) gravierende Auswirkungen auf die Wasserwerte in einem Nano-Aquarium. Das Bundesministerium für Ernährung, Landwirtschaft und Verbraucherschutz ließ im Jahre 1998 ein Gutachten für die Haltung von Zierfischen erarbeiten, nach dem ein Aquarium mindestens 54 Liter und eine Größe von 60 × 30 × 30 cm haben sollte.

## Nano-Aquarium ohne Tiere
Auch möglich ist ein Nano-Aquarium gänzlich ohne Tiere als Pflanzenaquarium. In der Aquaristik werden hierfür spezielle Pflanzensorten angeboten.